# Angelo Fusco
Angelo Fusco (Trieste, 11 febbraio 1926 – Napoli, 4 ottobre 1985) è stato un giornalista, scrittore, regista e sceneggiatore italiano.

## Biografia
Nasce a Trieste nel 1926 da genitori napoletani, in fuga dalle persecuzioni politiche dell'epoca, crebbe nel quartiere napoletano del Vasto e subito dopo la guerra, terminati gli studi Universitari, comincia la sua carriera di Giornalista collaborando con diverse Testate giornalistiche sia napoletane come Il Mattino che nazionali, tra le quali Paese Sera; la passione per la scrittura lo porta presto ad affiancare all'attività di giornalista quella d’autore di testi per il teatro.Si cimentò con le recensioni di prosa e studiò la storia del teatro, scrisse testi per scenette e ballate da "cabaret".
Tra la fine degli anni 60 e gli inizi degli anni 70, con il fortunato incontro del cantante Franco Nico e avendo maturato un'eccellente conoscenza ed esperienza sulle dinamiche che compongono il complesso e affascinante mondo del palcoscenico, dando sfogo così alla sua creatività di autore, mettono in piedi una compagnia di cabaret, genere teatrale fino ad allora non ancora presente a Napoli e una novità assoluta nei tradizionali repertori locali; nascono così ”I cabarinieri".
Presero parte a questa avventura lo stesso Franco Nico, Renato Rutigliano, Aldo De Martino, Lucia Cassini, Saverio Mattei. In periodi diversi ne hanno fatto parte anche Marisa Laurito e Aldo Barone. Molti testi di Fusco si sono avvalsi della collaborazione di Renato Ribaud.
Nel 1972 Fusco insieme a Franco Nico fondano, nel centro storico di Napoli, il Teatro Sancarluccio che diventerà sede stabile dei Cabarinieri, e negli anni successivi anche passerella per attori esordienti come, Roberto Benigni, "La Smorfia" formata dal trio, Massimo Troisi, Lello Arena ed Enzo De Caro, oltre ad ospitare compagnie, registi e attori napoletani emergenti o di tradizione.
Nel 1973 scrive per Vittorio Marsiglia lo spettacolo "isso essa e o' malamente" che negli anni diventerà un suo cavallo di battaglia
Nel 1981 scrive per il cinema la sceneggiatura del film "Celebrità" interpretato da Nino D'Angelo